# Delphinium himalayae
Delphinium himalayae är en ranunkelväxtart som beskrevs av Philip Alexander Munz. Delphinium himalayae ingår i släktet storriddarsporrar, och familjen ranunkelväxter. Inga underarter finns listade i Catalogue of Life.